# 連環データ分析
連環データ分析（れんかんでーたぶんせき）は、データ・ケーキベーカ株式会社がWindows、macOS、ChromeOS向けに開発・販売している“数量と言語データ”を統合的に分析し可視化するソフトウェア・プロダクトである。

## 概要
連環データ分析は、別名「Dual ComBine Analysis: DCB Analysis」、もしくは「DCB Analysis」という、数量と言語データを統合して情報圧縮し、クラスタリングし、可視化し分析する手法のソフトウェアで、同社の登録商標である。
このソフトウェアは、クロス表（スプレッドシート）形式で表現されたデータを集約・展開し、視覚的なマップを作成し、複雑なデータから意味のある情報や有用な知識を抽出することで、通常のパソコンで、デジタルトランスフォーメーションやイノベーションを支援する。
連環データ分析の重要な概念の一つが「連環度」で、クロス表を構成する表の行項目（サブジェクト）と列項目（アトリビュート）間の関係度の強さを示す非負の数値として、両者がクロスするセルに埋め込んだクロス表データを分析する。この連環度は、結びつきの強度が高いほど、あるいは似ているほど大きな非負の値となる。
連環データ分析は、n個の行項目とm個の列項目からなるクロス表の場合、n次元空間にm本のベクトルとして完全に表現できるが、これを人が理解できるように、2から数次元位に直交空間上に情報圧縮して表現する。これを連環データマップ（DCB Map）と呼んでいる。連環データマップ上では、各項目間（アイテム間）の連環度が大きいアイテム同士が近くなるように配置される。最初に似た行アイテム同士をクラスタリングし、次に列アイテムをそのクラスターに割り振ることができる。逆に似た列アイテム同士をクラスタリングし、続いて行アイテムをそこに割り振ることも可能である。
連環データ分析の応用として、例えばあるブランドイメージの満足度のマーケティングアンケート調査で、サンプルの人数を2,000個のサブジェクト・アイテム数（調査対象者数）とし、それらを説明する属性をアトリビュート（分析項目）と呼び、その属性の区分の総数をアトリビュート・アイテム数と呼ぶ。例えばアトリビュート・アイテム数は、デモグラフィック（回答者の基本情報）の年齢や地域別区分や、購入金額や満足度などの数量属性も区分に分けた分析項目として表現する。またその回答の理由の文章等に含まれるキーワードも抽出し、これらを含め1,800個の反応が得られたとすると、2,000行×1,800列の行列のクロス表に整理できる。連環データ分析では、こうした個々のサブジェクト・アイテムがそのアトリビュート・アイテムと連環度でつながるプロファイル・データ（個票データ）が、知識を得るために非常に有効であるとしてこの形式をすすめている。通常クロス集計表のように集約されたデータでも情報量は失われないとする向きもあるが、シンプソンのパラドックスに落ち込む可能性がある。しかし連環データ分析は、クロス集計表であってもクロス表であれば分析は可能である。連環データ分析ではMicrosoft Excelでの入力データを前提としているが、クロス表を入力すると、連環データマップ上では似ているサンプル同士（サブジェクト・アイテム同士）を近くに布置でき、クラスタリングできる。また、そのマップ上に各アトリビュート・アイテムも配置でき、ブランドやそのイメージの言葉もそれらのクラスターに割り振ることができる。
通常、多次元データ分析で使われる主成分分析では、サブジェクト空間とアトリビュート空間は別となり、両方を眺めて理解する。コレスポンデンス分析では、両者の記号を変えることで、無理して同一空間に布置しているが、距離の定義ができていないので、同時クラスタリングは推定で実施している。また扱えるデータも、主成分分析が計量値であるのに対し、コレスポンデンス分析では計数値や表示値に限られている。しかし連環データ分析は、多様なデータ型を統合して扱えるように拡張されている。さらに主成分分析やコレスポンデンス分析では単一のクロス表しか扱えないが、連環データ分析では一定の条件のもと複数のクロス表を統合的に扱うことができ、より効果的な知識獲得が可能となっている。競合製品としてSPSS（IBM）、JMP（JMP Statistical Discovery）、WordMiner（日本電子計算）がある。伝統的な品質管理で使われた統計的手法 や日本の「統計検定」に近いSPSSのような規範的な分布のパラメータ探索法ではなく、JMPやWordMiner等の言語モデルも扱えるモデル探索型の記述的方法に近く、データ自身に語らせる方法ともいえる。

## 特徴
連環データ分析のソフトウェアには、1枚のクロス表を扱うB型のベイシック版だけでなく、サブジェクトを共有する多連の複数のクロス表を扱うS型のスタンダード版、さらにアトリビュートを共有する多段で多連の複数のクロス表が扱えるA型のアドバンスド版が用意されている。

### B型ベイシック版の特徴
- 多様なデータ形式への対応：定量的な計量的・計数的・順序的・継時的な時系列データだけでなく、定性的な言語や表示的な質的データ等あらゆるタイプのデータを同時に統合的に扱うことが可能である[1][2]。  計量値をセグメントに刻んでそこに連続性を持たせたり、社会現象にしばしば現れるマルチモーダルな多次元空間のデータに対し、正規分布にこだわらず非対称分布を許容したり、事前に平準化処理したりする機能で、多様なデータ形式対応を実現している[1][2]。
- 連環データマップによるデータの可視化：クロス表形式のデータを可視化して連環データマップを作成でき、従来の多重対応分析（Multiple Correspondence Analysis: MCA）等でも困難であった表側のアイテム（サブジェクト）と表頭のアイテム（アトリビュート）を同一の直交する多次元直交空間上に同時に布置している。また類似したアイテム同士は近くに配置できる[1][2]。 連環データマップでは、2つのアイテムのベクトルの原点からの方向は意味の違いを示し、それらのなす角度のコサイン類似度は意味の相関性を示し、コサイン距離は意味の距離を示す[1][2]。これにより、意味の連続的で細かい理解が可能となる[1][2]。また、アイテムの原点からのベクトルの長さは、意味の強さを示している[1][2][11]。
- 同時クラスタリングで意味空間の可視化：サブジェクトとアトリビュートの各アイテムを同じ多次元空間に、類似性に基づいて構成された連環データマップで、表側のアイテムでクラスタリングを行い、表頭のアイテムをそのクラスターに配分することで、各クラスターの特徴が把握しやすくなる。逆に表頭のアイテムをクラスタリングし、次に表側のアイテムをそこに配分することもでき、多段階のクラスタリングも可能である[1][2]。 連環データマップ上で示された意味をさらに深く理解するため、グラウンデッド・セオリーによるオープン・コーディング（①クラスターの特徴づけ、②意味空間の軸の特定、③それらの関係性の分析）を行うことで、意味空間をさらに深く理解することができる[1][2][3]。クラスタリングにより、個々の具体的なアイテムから抽象的なコンセプトを形成でき、この抽象化と具体化の機能はイノベーションに有効である[1][2]。分析プロセスと結果はMicrosoft Excelのデータ形式で整理・保存され、途中経過もMicrosoft ExcelやMicrosoft PowerPointで可視化できるため、画面と対話しながら分析を進められる[1][2][12]。
- ネットワーク・データの構造の可視化：問題の構造を、理想と現実とそのギャップを結ぶネットワークとして理解することが有効である。問題分析では、複数のノード（要素や言葉）がエッジ（つながり）で結ばれ、その強さが数値でで示された状態を、連環データマップで数次元空間に圧縮・可視化することで問題の定義が容易になる。また、ノード間の方向性や強さの違いにも対応である[1][2]。  例えば日本語の文章は、単語のつながりをネットワークのクロス表データとして表現できる[13]。実際の分析では、孤立した単語（他の単語とのつながりが少ない）を除くと2,000語程度で十分で、2,000×2,000のマトリックスでも、ほとんどのセルが「0」のスパース・マトリックス（空白の多い表）となるため、数次元に圧縮しても意味のある情報を抽出できる。これにより、普通のパソコンでも動き、パーソナルBI（Business Intelligence）ツールとしても利用できる[1][2][12]。
- 異常事象の診断や発見に有効な所見の探索：専門家や達人は目新しい事象に出会ったとき、過去の経験の中から最も似た事象を思い浮かべ対処する。過去に体験したカテゴリーに当てはまれば、その知見を活用して適切な対応できる。これは、ビッグデータや大規模言語モデルとは異なる、いわば深い属性を持つスモール・ディープ・データ探索法と言える。連環データ分析では、これを相互類似探索法と呼ぶが、データマイニング手法の最近傍探索法と似た方法となる[14]。  滅多に起こらない出来事となる特異事象は、発生率は低いものの、発生すると大きなリスクや価値を生む可能性があるため、そうした希少データ自体が大きな価値を持つことがある。具体例として、シニアベンチャーと組んだ「製品重大事故発生モニタリングシステム開発」、「特異事象の発見とプロファイリング法」や、「化学薬品メーカのリスクマネジメント活動診断」等がある[14][15]。

### S型スタンダード版の特徴
ベイシック版の特徴に加えて、次のような特徴がある。スタンダード版が処理できる多連型プロファイル型クロス表は、サブジェクトを共有する複数のプロファイル型のクロス表である。
- イノベーションのメカニズムとトライアドなモチベーション：連環データ分析は、【自己表現欲求】【自己貢献欲求】【空想体験欲求】という3つの欲求（トライアド）がイノベーションを生み出すという仮説に基づいて開発された。この3つの欲求が、人の発話からイノベーション、コミュニティやブランドの成長を支えるとしている[16][17]。「SならばA」「AならばS」という強い結びつきが成立すると、「No.1イメージポジション」を獲得してブランドになれるとマイケル・トレーシー等が指摘したが、No.1には他に2つの意味、イノベーションを継続できるブランドと、顧客と親密な関係を築けるブランドがあるとされる[11][18]。現実にはさらに多くのポジションがあるが、それは言葉と言葉のつながりが形成する「イメージの構造」にあり、連環データ分析の「相互類推」という現象で析出される[11][17][19]。この機能は、製品開発に必要なモジュール化や、コミュニティ抽出、プロジェクト組成等に応用できる[11][19][20]。具体例として、広告代理店と連携した「ビールの宣伝コンセプト探索」や「小型自動車のブランド・イメージ分析」などがある[13][21]。
- 多様で多数のアイテムの平等な扱い：連環データ分析は、すべてのアイテムを相互に関連し合うものとして平等に扱うことで、頑健性の高いモデルを得る手法である[1][2]。従来の規範的統計学は、一方向の依存関係（回帰分析）と2変数間の相互依存関係（相関分析）の2つの領域に分離されていたといえる。これらは原因の追究に偏り、共分散構造分析（Structural Equation Modeling, SEM）も目的アイテムを従属するアイテム間の関係を歪めたり壊したりして脆弱性を招いている傾向があった[1][2][12]。  連環データ分析では、サブジェクト・アイテムとアトリビュート・アイテムが相互に関連付けられたクロス表の特徴を抽出する。量的データと質的データの「相互連環モデル」により、数値を言葉で説明し、言葉の意味を数値で表現できる[1][2][12]。具体例として、内閣府の街角景気ウォッチャー調査データを使ったレポートが発行されている[12][22]。
- コンセプトの演算法とアイデア探索法：Googleの Word2Vecの論文にある「キング」－「男性」＋「女性」＝「クイーン」という計算はコンセプトの線形演算の可能性を示したが、連環データマップは、多数派と少数派の文化的要素を組み合わせて、空白のコンセプトを発見し、実現可能性を見つけることができる[23][24]。具体例として、日本のICT機器メーカーとの新製品開発のためのブレインストーミングで有効性が示されている[24][25]。
- イノベーション・プロセス・デザイン：イノベーションは、人の潜在的欲求と潜在的手段が新しく結びついて生まれる知識獲得プロセスである[20]。要求ベクトル、技術機能ベクトル、評価ベクトルの3つをクロス表で表現することで、技術的ブレイクスルーのターゲットを設定し、開発を加速できる[26][27]。連環データ分析は、物事の「あり様」や「やり様」の理解を深めることで、イノベーション・プロセスとそのマネジメントを支援する[28][29][30]。
- 言葉と時系列データの統合分析：言葉による記録を時系列で可視化することで、政治家や企業が「何を語り始め、何を語らなくなったか」を理解し、時代観を得ることができる。具体例として、オバマ大統領の年頭教書5年間の分析[31]、ハーバード・ビジネス・レビュー90年間の記事分析による米国産業構造の変遷可視化がある[32]。

### A型アドバンスド版の特徴
ベイシック版、スタンダード版の特徴に加えて、次のような特徴がある。アドバンスド版が処理できる多連多段型プロファイル型クロス表は、1つのサブジェクトとアトリビュートの組みを共有する複数のプロファイル型のクロス表である。
- 複数クロス表の解析：従来の多次元データ解析法では困難であった複数のクロス表を統合して扱うことができる[1][2][12]。条件は、共通のサブジェクトとアトリビュートの組み合わせを持つ「キー・クロス表」が存在すること[2]。B型（キー・クロス表のみ）、S型（1つのキーを共有する1段多連または1連多段のクロス表）、A型（切れ目なく共有する多連多段の複数のクロス表）の3つの構成がある。複数のクロス表にまたがる広範なデータを統合分析することで、多様な視点や文脈での分析と類推が可能になる[1][2]。
- 仲介者がいる3群マッチング問題対応：新製品の開発では顧客の定性的な要求仕様（「こんな製品が欲しい」）と技術者の定量的な設計仕様（「こう作れば実現できる」）をつなぐ必要がある。通常、この2つを仲介するのがプロトタイプ（試作品）となる[28]。これまでの2群マッチング問題と異なり、新製品開発は3群マッチング問題となる：①顧客の要求、②技術仕様、③仲介するプロトタイプ[33]。  QFD（品質機能展開）手法では、顧客要求を言葉のリストで整理し、技術的な機能・性能を数値で表現し、それらの関係をクロス表で可視化してプロトタイプを評価する[27]。しかし、開発現場で得られるのは限られたサンプルと限られた顧客の声という具体的データであるが、設計を洗練化させて生産しマーケティングするために必要なのは抽象的コンセプトとなる[26]。そのため、具体的データをクラスタリングして抽象化し、組織活動では再び具体化するプロセスが必要となる[14]。具体例として、鎌倉市・東京大学・生活者が組んだプロジェクトで、家具メーカーと生活者が新しいコンセプトと新しいペルソナを多段階でマッチングさせながら収束させる方法が開発された[14]。
- 多様なステークホルダーの合意形成問題：多様な関係者が関係する社会資本に関わる問題では、利害関係が複雑で合意形成が困難であり、「パレート効率性」「公平性」「安定性」を実現する集合知メカニズムが必要となる[30][34][35]。例えば街の再開発では、デベロッパーと地権者の直接的な利害調整だけでなく、住民や来訪者も地域イメージに関心を持ち、自己表現・自己貢献・空想実現の3つの欲求を持って参加する。参加者は必ずしも本音を表明せず、簡単なアンケートでは役に立たないことも多いため、早稲田大学の石川竜一郎教授らが開発した「修正ベイジアン自白剤」と連環データ分析を組み合わせた調査法が発表されている[36]。また、ふるさと納税をしたい街とされたい街のマッチング[37]や、大型イベント・コンベンションでの全参加者満足度を満たすガイドマップ開発[34][38][30]。
- イノベーション型プロジェクトのための駆動目的デザイン：ソニー創業者の井深大は、イノベーション・プロセス・テクノロジーのためのF-CAPs（フレキシブル・コントロール＆PPPシステム）という方法を開発し[26][29]、成功の条件として「ただ一つの明確でスジの良い強い達成目標を掲げること」としていたが、その目標をどうデザインするかは示していなかった[39]。この課題に対し、多摩大学大学院の紺野登教授が「目的工学」として目標デザイン方法を研究し、知識リーダーシップ綜合研究所での研究プロジェクトや著書を通じて、連環データ分析が有効であることを実証した[3][20]。
- 社会的事象の馬蹄形分布とトレンド抽出：社会的な事象を分析すると、正規分布から外れた歪んだ冪乗分布（極値分布）や多峰性の馬蹄形分布がしばしば現れ、連環データ分析はこれらを可視化するのに優位性がある[1][2]。多くのサブジェクトがある集団では、マジョリティが連環データマップの中心近くに集まってセンターを構成し、マイノリティがそこから離れて位置する傾向を示す。マップの中央のマジョリティには「典型」が現れ、左右のマイノリティには「革新」と「伝統」が配置される。評価尺度がある場合は、中央に「センター」、左右に「チャレンジャー」と「フォロワー」が現れ、そこからトレンドを読み取ることができる[1][2]。多くの場合、マジョリティ集団は対抗する2つのマイノリティ集団から侵略され衰退する傾向があり、マジョリティ以外に2つのNo.1イメージポジションが存在することが多くなる[1][2]。この現象は、神話が持つ3機能の構造を反映した神話素という概念でも説明されている[40]。具体例として、小型乗用車の車種や携帯電話のブランドのトレンド抽出を行っている[38]。

## 事例
連環データ分析は、ざまな産業や分野で活用されている。教育分野では、学園の再開発における問題点を特定したり、私立の中高一貫校のコンセプトを開発する支援に用いられている。飲食業界では、ビールのキャッチフレーズのキーワードを探し出したり、ファーストフード業界における新コンセプトの仮説を探求するために活用されている。NPOやNGOなどの非営利組織では、地域活性化のための地域イメージポジション診断による強み弱みの把握や、会員の活動を活性化するための効果的な計画を検討する際に役立てられている。さらに、ふるさと納税において応援したい街と応援されたい街のマッチング度ランキング分析に活用されたり、新しいビジネスアイデアを生み出すためのワークショップなどでファシリテーターの活動を支援するツールとしても活用されている。

## 問題点

### キーワードの切り出し（トークナイザ）問題
連環データ分析は、テキストから自動的にキーワードを切り出す機能を備えていない。他のソフトウェアを利用する必要がある。

### Java32ビットへの対応問題
連環データ分析は64ビット対応のため、PCに32ビット版のJavaが存在すると起動しない問題が発生する。そのため、32ビット版のJavaを削除する必要がある。

### Javaのバージョン対応問題
JRE（Java Runtime Environment）6以上、Java8までの対応となっている。

## 競合製品
- SPSS（IBM）
- JMP（JMP Statistical Discovery）
- WordMiner（日本電子計算）